# Vöröshasú püspökmadár
A vöröshasú püspökmadár (Malimbus erythrogaster) a madarak osztályának verébalakúak (Passeriformes) rendjébe és a szövőmadárfélék (Ploceidae) családjába tartozó faj.

## Rendszerezése
A fajt Anton Reichenow német ornitológus írta le 1893-ban.

## Előfordulása
Afrika középső részén, Dél-Szudán, Egyenlítői-Guinea, Gabon, Kamerun, a Kongói Demokratikus Köztársaság, a Kongói Köztársaság és a Közép-afrikai Köztársaság, Nigéria, Szudán és Uganda területén honos. 
Természetes élőhelyei a szubtrópusi és trópusi száraz erdők és síkvidéki esőerdők. Állandó, nem vonuló faj.

## Megjelenése
Testhossza 17 centiméter.

## Természetvédelmi helyzete
Az elterjedési területe nagyon nagy, egyedszáma ugyan csökken, de még nem éri el a kritikus szintet. A Természetvédelmi Világszövetség Vörös listáján nem fenyegetett fajként szerepel.